# Krzczonów (gmina)
Krzczonów – gmina wiejska w województwie lubelskim, w powiecie lubelskim. W latach 1975–1998 gmina położona była w województwie lubelskim.
Siedziba gminy to Krzczonów (do 31 grudnia 2010 pod nazwą Krzczonów-Wójtostwo).
Na terenie gminy znajduje się Krzczonowski Park Krajobrazowy i Rezerwat przyrody Las Królewski.
Według danych z 2013 roku gminę zamieszkiwało 4650 osób, co daje 36 osób/km².

## Ochrona przyrody
Na obszarze gminy znajduje się rezerwat przyrody Las Królewski chroniący zbiorowiska rzadkich roślin kserotermicznych oraz wielogatunkowych drzewostanów o charakterze naturalnym.

## Struktura powierzchni
Według danych z roku 2002 gmina Krzczonów ma obszar 128,15 km², w tym:
- użytki rolne: 82%
- użytki leśne: 12%

Gmina stanowi 7,63% powierzchni powiatu.

## Demografia

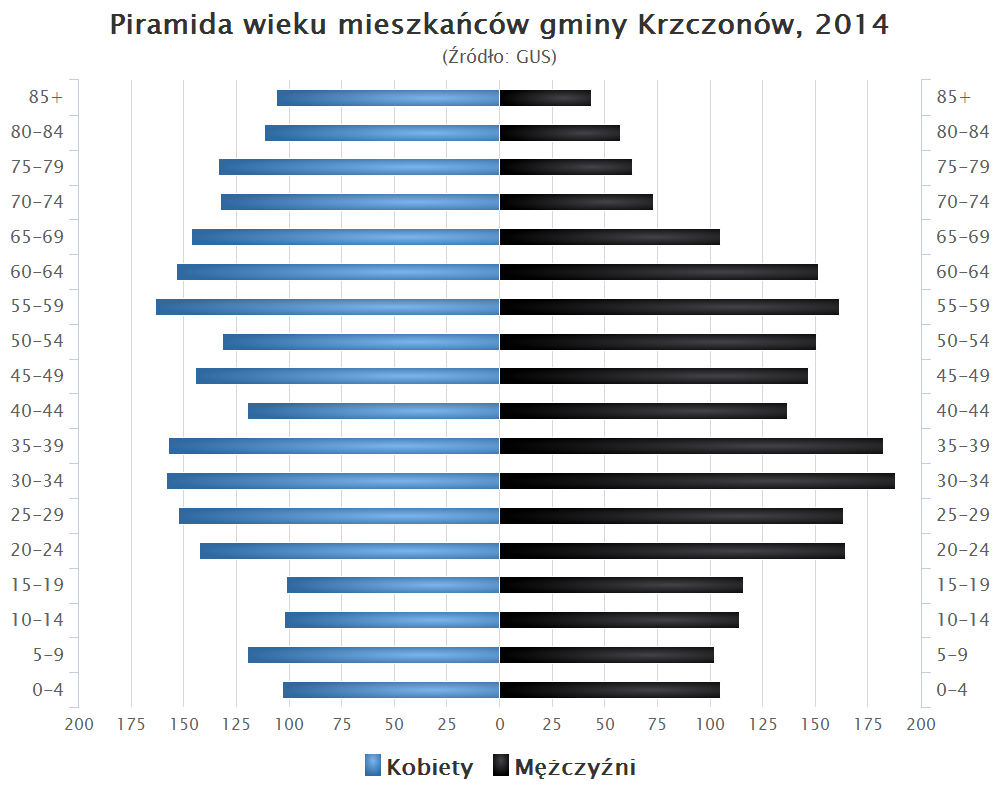
Piramida wieku mieszkańców gminy Krzczonów w 2014 roku

Dane z 30 czerwca 2004:
| Opis                              | Ogółem | Ogółem | Kobiety | Kobiety | Mężczyźni | Mężczyźni |
| --------------------------------- | ------ | ------ | ------- | ------- | --------- | --------- |
| jednostka                         | osób   | %      | osób    | %       | osób      | %         |
| populacja                         | 5012   | 100    | 2576    | 51,4    | 2436      | 48,6      |
| gęstość zaludnienia (mieszk./km²) | 39,1   | 39,1   | 20,1    | 20,1    | 19        | 19        |

## Sołectwa

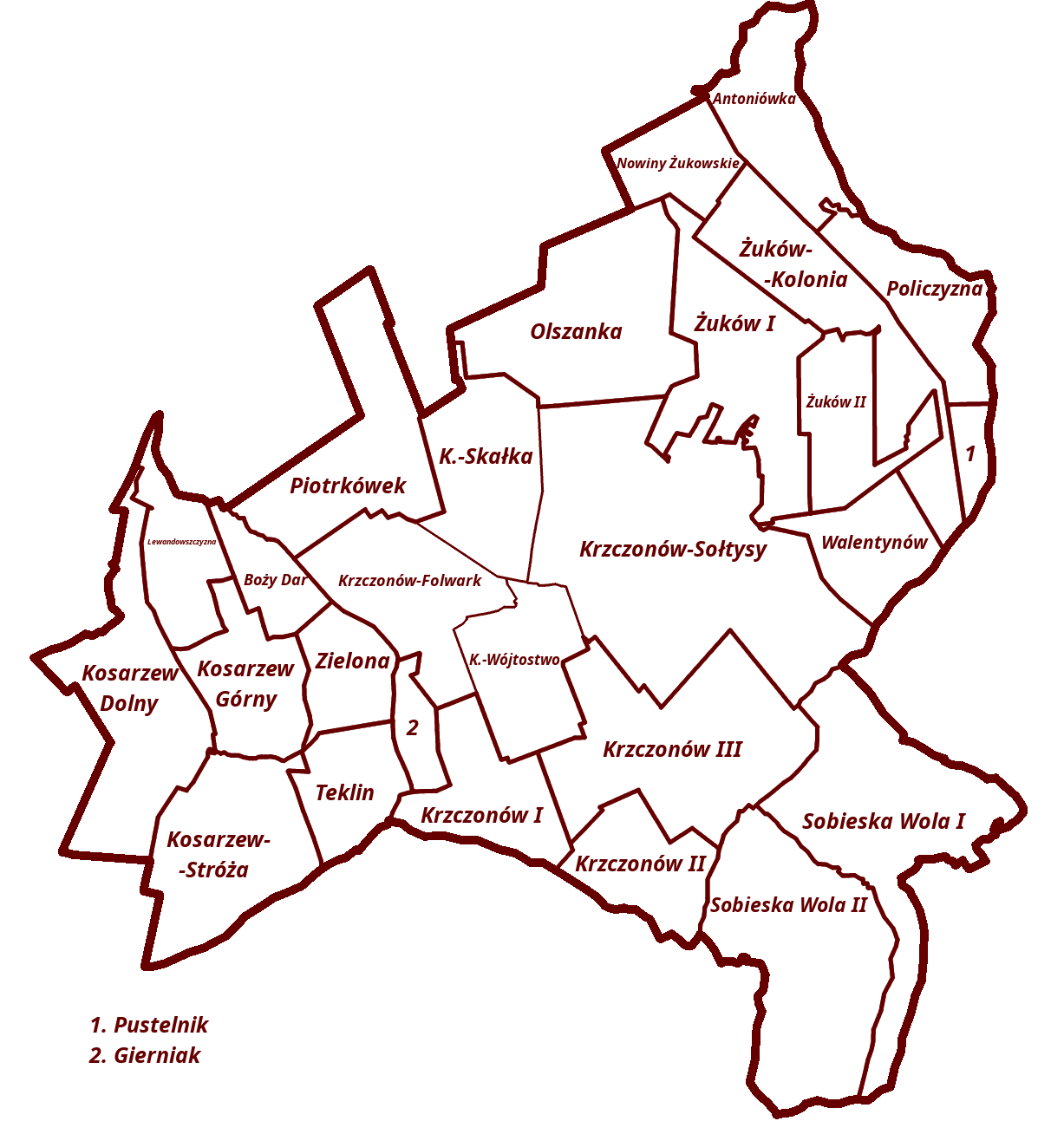
Sołectwa gminy Krzczonów

W obrębie gminy znajdują się miejscowości: Antoniówka, Boży Dar, Gierniak, Kosarzew Dolny, Kosarzew Górny, Kosarzew-Stróża, Krzczonów-Folwark, Krzczonów-Sołtysy, Krzczonów-Wójtostwo, Krzczonów Pierwszy, Krzczonów Drugi, Krzczonów Trzeci, Lewandowszczyzna, Nowiny Żukowskie, Olszanka, Piotrkówek, Policzyzna, Pustelnik, Skałka, Sobieska Wola Pierwsza, Sobieska Wola Druga, Teklin, Walentynów, Zielona, Żuków Pierwszy, Żuków Drugi, Żuków-Kolonia.

## Miejscowości niesołeckie
Kosarzew-Stróża-Kolonia, Lipniak, Majdan Policki, Rynek.

## Sąsiednie gminy
Bychawa, Jabłonna, Piaski, Rybczewice, Wysokie, Żółkiewka